# Lyle H. Lanier
Lyle Hicks Lanier (* 1903; † 30. Dezember 1988 in Phoenix, Arizona) war ein US-amerikanischer Psychologe und Hochschullehrer.

## Leben
Lanier absolvierte die Vanderbilt University in Tennessee und erhielt am Peabody College seinen MA (1924) und PhD (1926). Von 1926 bis 1938 lehrte er Psychologie an der Vanderbilt University, an der er Mitglied der Southern Agrarians wurde. Von 1932 bis 1936 war er Präsident der Southern Society for Philosophy and Psychology.
An der University of Illinois war er von 1950 bis 1958 Professor und Leiter der Abteilung für Psychologie; von 1960 bis 1972 dann Vizepräsident. Später arbeitete für das American Council on Education in Washington, D.C.
| Personendaten    | Personendaten                                    |
| ---------------- | ------------------------------------------------ |
| NAME             | Lanier, Lyle H.                                  |
| ALTERNATIVNAMEN  | Lanier, Lyle Hicks (vollständiger Name)          |
| KURZBESCHREIBUNG | US-amerikanischer Psychologe und Hochschullehrer |
| GEBURTSDATUM     | 1903                                             |
| STERBEDATUM      | 30. Dezember 1988                                |
| STERBEORT        | Phoenix, Arizona                                 |